# 酒井忠嗣
酒井 忠嗣（さかい ただつぐ）は、安房国勝山藩の第7代藩主。

## 略歴
寛政7年（1795年）、第6代藩主・酒井忠和の次男として江戸で生まれる。文化7年（1810年）7月に長兄の忠美（忠貞）が早世し、10月に父も死去したため家督を継いだ。12月には従五位下、大和守に叙任する。
文化13年（1816年）に大坂加番に任じられ、文政2年（1819年）8月に大番頭、弘化5年（1848年）1月には奏者番に任じられるなど、重職を歴任した。
嘉永4年（1851年）9月11日に死去した。享年57。跡を次男の忠一が継いだ。

## 系譜
父母
- 酒井忠和（父）

正室
- 酒井忠実の娘

子女
- 酒井忠一（次男）生母は正室
- 森忠徳正室